# Kintetsu Railway
Kintetsu Railway (近畿日本鉄道株式会社 Kinki Nippon Tetsudo kabushiki gaisha) eller Kintetsu er et japansk jernbaneselskab, der driver passagertrafik i Kansai-regionen i det vestlige Japan.
Kintetsus hovedkvarter er placeret ved selskabets centrale trafikknudepunkt, Ōsaka Uehommachi station, og de driver blandt andet linjerne Kintetsu Kyōto Line, Kintetsu Ōsaka Line og Kintetsu Nagoya Line.